# Gommivore

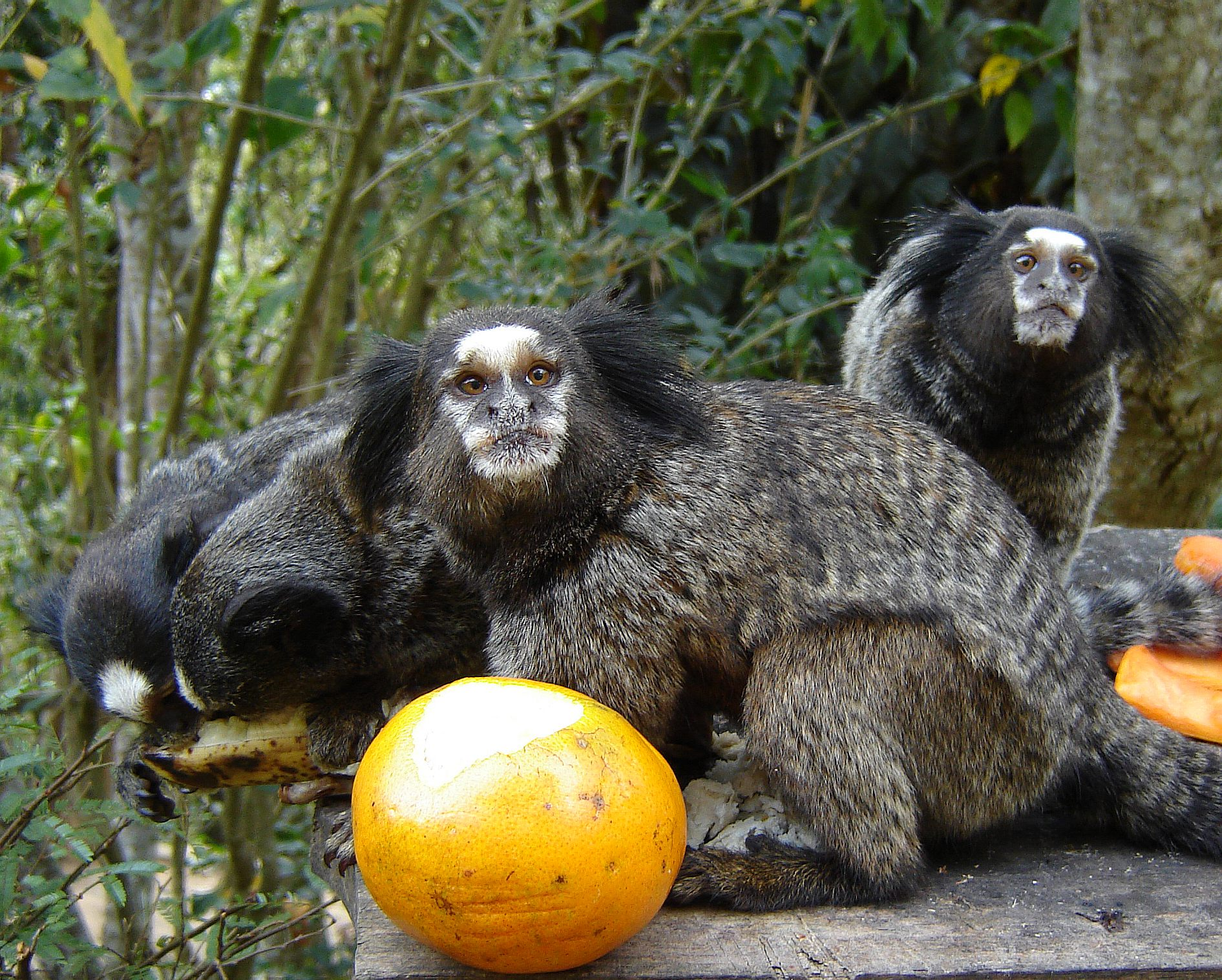
Un ouistiti à pinceaux noirs ou ouistiti pénicillé, gommivore d'Amérique du Sud.

Un gommivore est un animal (primates) qui se nourrit en partie de la gomme qui suinte des blessures des arbres (cas particulier d’exsudativore). Les gommivores notables comprennent les primates arboricoles et terrestres comme certains marmousets et lémuriens. Ces animaux qui vivent des blessures des arbres vivent à environ 8 m du sol jusqu'aux auvents.

## Traits spécifiques

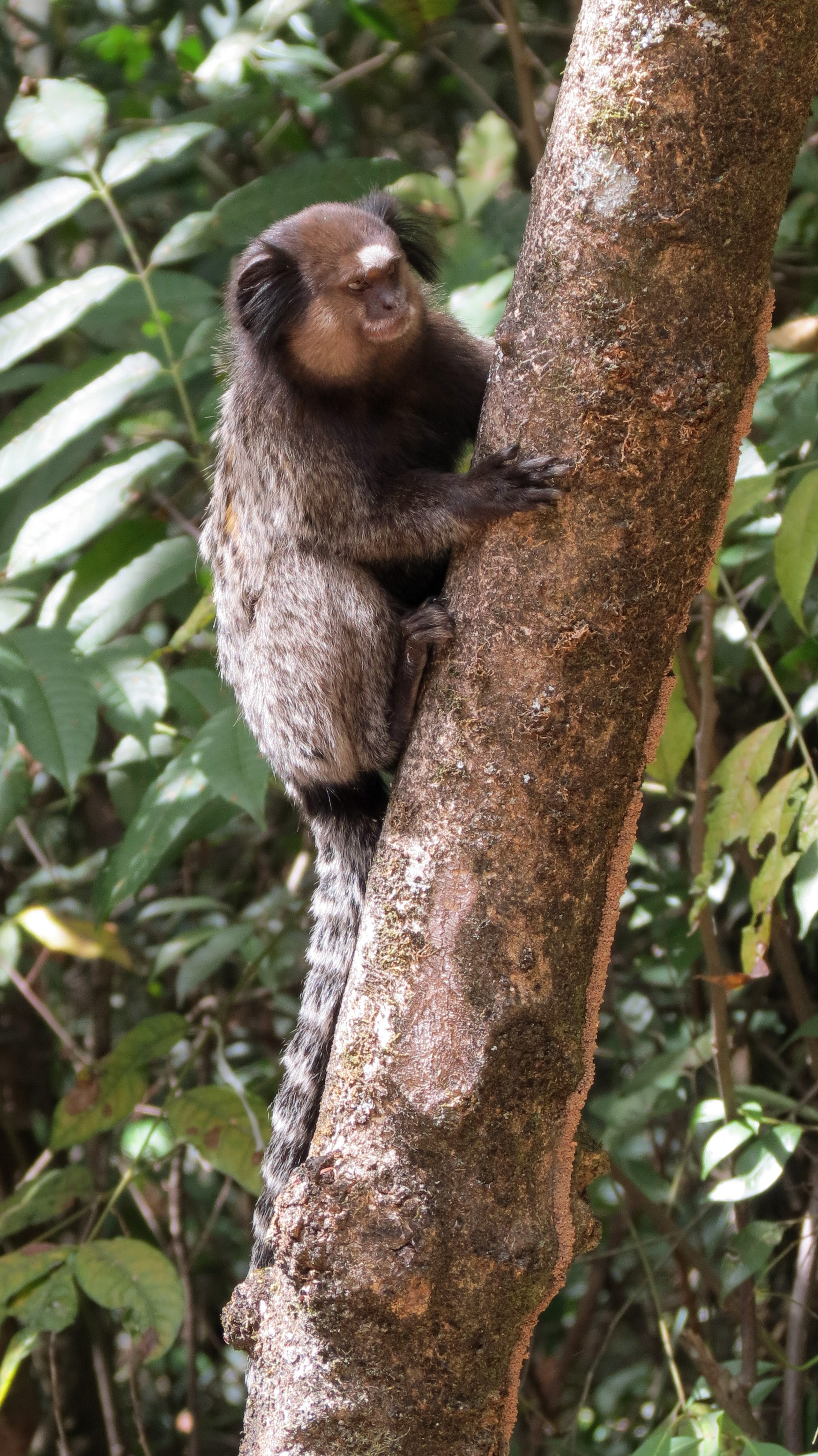
Un ouistiti pénicillé du zoo de Belo Horizonte, au Brésil.

Un exemple de gommivore est celui du phaner à fourche, une espèce de lémuriens, dont le régime alimentaire est composé d'environ 90% d'exsudats de gomme provenant des branches ou du tronc d'un arbre. Ces lémuriens ont un peigne dentaire, composé des incisives inférieures et des canines. Les phaners à fourche ont des peignes dentaires plus robustes que la plupart des autres lémuriens et utilisent ces dents spécialisées pour creuser l'écorce de la surface d'un arbre. Les phaners à fourche consomment également la gomme suintant sous l'écorce des arbres, via des espaces créés par les coléoptères. Leur langue longue et fine leur permet d'accéder à ces ouvertures dans l'écorce. Ils possèdent également une bactérie symbiotique qui aide à la digestion de la gomme, en commençant le processus dans la bouche.
Ouistiti pénicillé (Callithrix penicillata) est un exemple du Nouveau Monde qui vit principalement de la sève des arbres. Pour ce faire, le singe utilise ses incisives inférieures allongées pour mâcher l'écorce d'un arbre et obtenir la sève; cela le classe comme un gommivore . Les incisives sont extrêmement spécialisées, car elles sont «l’outil» des ouistitis pour acquérir de la nourriture. Les dents ont un émail épaissi à l'extérieur, mais n'ont pas d'émail à l'intérieur, ce qui crée un outil de burinage résistant. Les lémuriens et les marmousets ont une main en forme de gecko et des griffes en forme de chat, qui sont extrêmement utiles pour s'accrocher aux arbres pendant de longues périodes .

## Stratégies alimentaires
Avant l'heure du repas, les ouistitis pénicillés doivent préparer leur nourriture en ciselant plusieurs petits trous dans les écorces des arbres. La morsure réelle laissée est d'environ 2 à 3 cm de diamètre et juste assez profonde pour récupérer la sève. Après environ une journée, les primates retrouveront leurs marques de morsure et consommeront la sève qui fuit ..
Afin de consommer des gommes et autres sources indirectes de nutriments, ces animaux doivent avoir un système digestif pour compenser. Les gommes des arbres sont des polysaccharides liés qui ne sont pas facilement digérés. Ceux-ci nécessitent une forme de fermentation microbienne pour acquérir les nutriments essentiels. Ce processus prend environ 17,5 heures (± 1,6 heure) au marmouset pour être complètement digéré, tandis que les carnivores mettent à peine 3 à 4 heures pour digérer les protéines de la viande. Bien que le processus digestif prenne un certain temps, les mammifères gommivores ont des besoins caloriques quotidiens relativement faibles, car ils ne dépensent pas autant d'énergie pour acquérir leur nourriture.
Les gommes contiennent du galactose sous forme d'acide galacturonique. Ce sucre fait partie du lactose, qui est le sucre du lait, de sorte que la consommation de gommes chez les premiers mammifères ou de leurs précurseurs pourrait être une cause de développement de glandes mammaires chez les mammifères ainsi que l'instinct maternel de nourrir leur progéniture et l'augmentation des lipides corporels chez les femelles des premiers mammifères.

## Effets de la captivité
La captivité des animaux les éloigne de leurs instincts et comportements naturels. Certains gommivores sont généralement détenus en captivité et même comme animaux de compagnie. Un gommivore comme le ouistiti pénicillé a le système digestif et les outils oraux nécessaires pour se régaler de sucs d'arbres, mais lorsqu'il est nourri avec plus d'aliments riches en nutriments, il y aura un changement sévère dans la plasticité du mammifère. Par exemple, si le régime alimentaire d'un ouistiti est modifié, au cours des prochaines générations de cet animal, il s'adaptera à ces aliments, rendant leurs adaptations naturelles inutiles telles que les dents ciselées et la fermentation bactérienne.